# 48 ق هـ
48 ق هـ هي السنة الثامنة والأربعون السابقة للهجرة النبوية، وهي توافق ما بين سنتي 575 و576 حسب التقويم الميلادي، أي أنها بدأت في سنة 575م وانتهت في سنة 576م.

## مواليد
- الخنساء
- الوليد بن عتبة بن ربيعة العبشمي
- سعيد بن سعيد بن العاص
- هرقل

## وفيات
- وفاة أم النبي ﷺ، آمنة بنت وهب وحضانة أم أيمن له.[4]

- سيجيبيرت الأول